# فنشر بيت
فنشر بيت (بالإنجليزية: VentureBeat) هو موقع تكنولوجي أمريكي مقره في سان فرانسيسكو، كاليفورنيا. تنشر الأخبار والتحليلات والميزات الطويلة والمقابلات ومقاطع الفيديو.